# Mansoer Pateda
Mansoer Pateda (ur. 1940 w Gorontalo, zm. 4 września 2010 w Dżakarcie) – indonezyjski językoznawca, leksykograf i gramatyk. Zajmował się dokumentacją indonezyjskich języków regionalnych.

## Życiorys
Ukończył językoznawstwo na Uniwersytecie w Lejdzie. Doktoryzował się w 1986 r. na Universitas Hasanuddin. Swoją karierę akademicką związał z Universitas Negeri Gorontalo, gdzie piastował stanowisko profesora. Jego dorobek naukowy obejmuje 30 książek, w tym materiały nt. języków Celebesu. Autor fundamentalnych publikacji poświęconych językowi gorontalo z grupy języków filipińskich, w tym przełomowego słownika Kamus Bahasa Gorontalo-Indonesia. Wniósł także wkład w tłumaczenie Koranu na ten język. Przyczynił się również do dokumentacji spokrewnionych języków suwawa i atinggola.

## Wybrana twórczość
- Kamus Bahasa Gorontalo-Indonesia (1977)[5]
- Geografi Dialek Bahasa Gorontalo (1981)[6]
- Kamus Suwawa-Indonesia (1985)[7]
- Kamus Bahasa Atinggola-Indonesia (1985)[8]
- Semantik Leksikal (1986)[9]
- Sosiolinguistik (1987; ISBN 979-404-239-0)[10]
- Kamus Indonesia-Gorontalo (1991; ISBN 979-407-343-1)[11]